# Aeroportul Nanyuki
Aeroportul Nanyuki (IATA: NYK, ICAO: HKNY) este un aeroport din Nanyuki, Wilaya ya Laikipia⁠(d), Kenya.
Situat la o altitudine de 1.905 m, aeroportul dispune de o singură pistă.